# 法国内政部
法國內政部（法語：Ministre de l'Intérieur，法語發音：[ministʁ də lɛ̃teˈʁjœʁ]；）全名內政、僑務、領地及移民部（Ministère de l'intérieur, de l'outre-mer, des collectivités territoriales et de l'immigration），法国政府内阁的主要部门之一。法国内政部总部位于爱丽舍宫对面的博沃广场。现任内政部长为热拉尔德·达尔马宁，於2020年7月上任。

## 工作职责
法国内政部负责如下事务：
- 国内公共安全事务，涉及处理犯罪行为及自然灾害。
  - 负责主要执法力量（参见法国警察）
    - 法国国家警察
    - 法国宪兵的警察权（宪兵本身隶属法国国防部，参见法国军事）

  - 民防与安全理事会 - 公众安全
- 身份证明文件发放（护照、身份证）以及驾照办理
- 中央政府与地方政府联系
- 政治选举的后勤与组织工作，包括全国选举及省级选举
- 移民管理和打击非法移民
- 合法移民的融入（职业、语言、居住等）；
- 法国各省长及区长皆隶属内政部